# نوپشامهره
نوپشامهره (نام علمی: Nopcsaspondylus) نام یک سرده از راسته خزنده‌کفلان است.